# Курьер (шрифт)
Курье́р (англ. Courier) — компьютерный шрифт, относящийся к классу моноширинных. Шрифт был разработан Ховардом Кеттлером (1919—1999) в 1955 году на основе стандартного латинского шрифта пишущей машинки. Через некоторое время шрифт стал использоваться во всех отраслях печатной промышленности.
Вначале Ховард Кеттлер хотел назвать своё детище Посыльный (англ. Messenger), однако в итоге он остановился на названии Курьер (англ. Courier):

Письмо может быть обычным посыльным или курьером, который излучает достоинство, престиж и стабильность.
Оригинальный текст (англ.)A letter can be just an ordinary messenger, or it can be the courier, which radiates dignity, prestige, and stability.

С 1 февраля 2004 года Государственный департамент США поменял свой стандартный шрифт: на смену Courier пришёл Times New Roman. Причиной было «стремление к более современному и разборчивому шрифту».